# جایاسوریا
جایاسوریا (انگلیسی: Jayasurya؛ زادهٔ ۳۰ اوت ۱۹۷۸) یک هنرپیشه اهل هند است.
از فیلم‌ها یا برنامه‌های تلویزیونی که وی در آن نقش داشته‌است می‌توان به، اشاره کرد.

## فیلم‌شناسی
- ثانیه‌ها
- شکلات
- کانگورو
- کوکتل
- هتل کالیفرنیا
- قطار
- آتش‌بازی
- بز
- بز ۲
- شوهران در گوا